# Tischtennisweltmeisterschaft 1948
Die 15. Tischtennisweltmeisterschaft fand vom 4. bis 11. Februar 1948 in London/Wembley (England) statt. Spielort war das Empire Pool (die heutige Wembley Arena) in Wembley.
Deutschland war, wie auch schon 1947 in Paris, nicht vertreten. Auch die Schweiz fehlte aus finanziellen Gründen.
Bei den Damen gewann Gizella Farkas den Titel durch eine Fehlentscheidung des Schiedsrichters. Im Halbfinale gegen Angelica Rozeanu setzte im fünften Satz beim Stande von 22:22 das Zeitspiel ein. Laut Regel müsste nun der nächste Punkt entscheiden, sofern er innerhalb von 5 Minuten erzielt wurde. Rozeanu holte den nächsten Punkt und sollte somit das Spiel gewonnen haben. Allerdings ließ der Schiedsrichter Jimmy Rose in Unkenntnis der Regel bis zu einem Zwei-Punkte-Vorsprung weiterspielen. Farkas gewann diesen Satz schließlich 29:27. Wegen dieser Regelwidrigkeit ließ die Turnierleitung das Spiel am nächsten Tag wiederholen. Diesmal gewann Farkas regulär mit 3:0 und zog ins Endspiel ein.

## Wissenswertes
- Den Pokal für das Damendoppel spendete William J. Pope (England, später Honorary General Secretary)[4]
- Den Pokal für den Mixedwettbewerb spendete Zdeněk Heydušek (Geschäftsführer des CSSR Tischtennisverbandes).[4]
- Ägypten trat mit drei Brüdern namens Abou Haif sowie der Ehefrau des einen der Brüder an.[5]

## Ergebnisse
| Wettbewerb        | Rang | Sieger                                                                                              |
| ----------------- | ---- | --------------------------------------------------------------------------------------------------- |
| Mannschaft Herren | 1.   | CSR (Ladislav Štípek, Ivan Andreadis, Max Marinko, František Tokár, Bohumil Váňa)                   |
| Mannschaft Herren | 2.   | Frankreich (Maurice Bordrez, Charles Dubouillé, Guy Amouretti, Eugène Manchiska, Michel Haguenauer) |
| Mannschaft Herren | 3.   | Österreich (Rudolf Diwald, Herbert Wunsch, Otto Eckl, Heribert Just, Heinrich Bednar)               |
| Mannschaft Herren | 3.   | USA (Marty Reisman, Garrett Nash, William Price, Dick Miles)                                        |
| Mannschaft Damen  | 1.   | England (Dóra Beregi, Margaret Franks, Elizabeth Steventon, Vera Thomas)                            |
| Mannschaft Damen  | 2.   | Ungarn/Frankreich (Gizella Farkas, Rozsi Karpati, Loretta György-FRA)                               |
| Mannschaft Damen  | 3.   | CSR (Marie Zelenkova, Vlasta Depetrisová, Eliška Krejčová, Marie Kettnerová)                        |
| Mannschaft Damen  | 3.   | Rumänien (Sari Szasz-Kolosvary, Angelica Rozeanu)                                                   |
| Mannschaft Damen  | 11.  | Österreich (Ingrid Poetschek, Gertrude Pritzi, Gertrude Wutzl)                                      |
| Herren Einzel     | 1.   | Richard Bergmann – ENG                                                                              |
| Herren Einzel     | 2.   | Bohumil Váňa – TCH                                                                                  |
| Herren Einzel     | 3.   | Guy Amouretti – FRA                                                                                 |
| Herren Einzel     | 3.   | Ivan Andreadis – TCH                                                                                |
| Damen Einzel      | 1.   | Gizella Farkas – HUN                                                                                |
| Damen Einzel      | 2.   | Vera Thomas – ENG                                                                                   |
| Damen Einzel      | 3.   | Angelica Rozeanu – ROM                                                                              |
| Damen Einzel      | 3.   | Vlasta Depetrisová – TCH                                                                            |
| Herren Doppel     | 1.   | Ladislav Štípek/Bohumil Váňa – TCH                                                                  |
| Herren Doppel     | 2.   | Adrian Haydon – ENG/Ferenc Soós – HUN                                                               |
| Herren Doppel     | 3.   | Herbert Wunsch/Heinrich Bednar – AUT                                                                |
| Herren Doppel     | 3.   | Victor Barna – HUN/Richard Bergmann – ENG                                                           |
| Damen Doppel      | 1.   | Margaret Franks/Vera Thomas – ENG                                                                   |
| Damen Doppel      | 2.   | Dóra Beregi ENG/Helen Elliot – SCO                                                                  |
| Damen Doppel      | 3.   | Audrey Fowler/Irene Lentle – ENG                                                                    |
| Damen Doppel      | 3.   | Leah Neuberger-Thall/Thelma Thall – USA                                                             |
| Mixed             | 1.   | Dick Miles/Thelma Thall – USA                                                                       |
| Mixed             | 2.   | Bohumil Váňa/Vlasta Depetrisová – TCH                                                               |
| Mixed             | 3.   | Ferenc Sidó/Dóra Beregi – HUN/Eng                                                                   |
| Mixed             | 3.   | Richard Bergmann – ENG/Angelica Rozeanu – ROM                                                       |

## Medaillenspiegel
| Rang  | Land               | Gold | Silber | Bronze | Gesamt |
| ----- | ------------------ | ---- | ------ | ------ | ------ |
| 1     | England            | 3    | 2      | 2,5    | 7,5    |
| 2     | Tschechoslowakei   | 2    | 2      | 3      | 7      |
| 3     | Ungarn             | 1    | 1      | 1      | 3      |
| 4     | Vereinigte Staaten | 1    | 0      | 2      | 3      |
| 5     | Frankreich         | 0    | 1,5    | 1      | 2,5    |
| 6     | Schottland         | 0    | 0,5    | 0      | 0,5    |
| 7     | Rumänien           | 0    | 0      | 2,5    | 2,5    |
| 8     | Österreich         | 0    | 0      | 2      | 2      |
| Total | Total              | 7    | 7      | 14     | 28     |